# 弗里切山

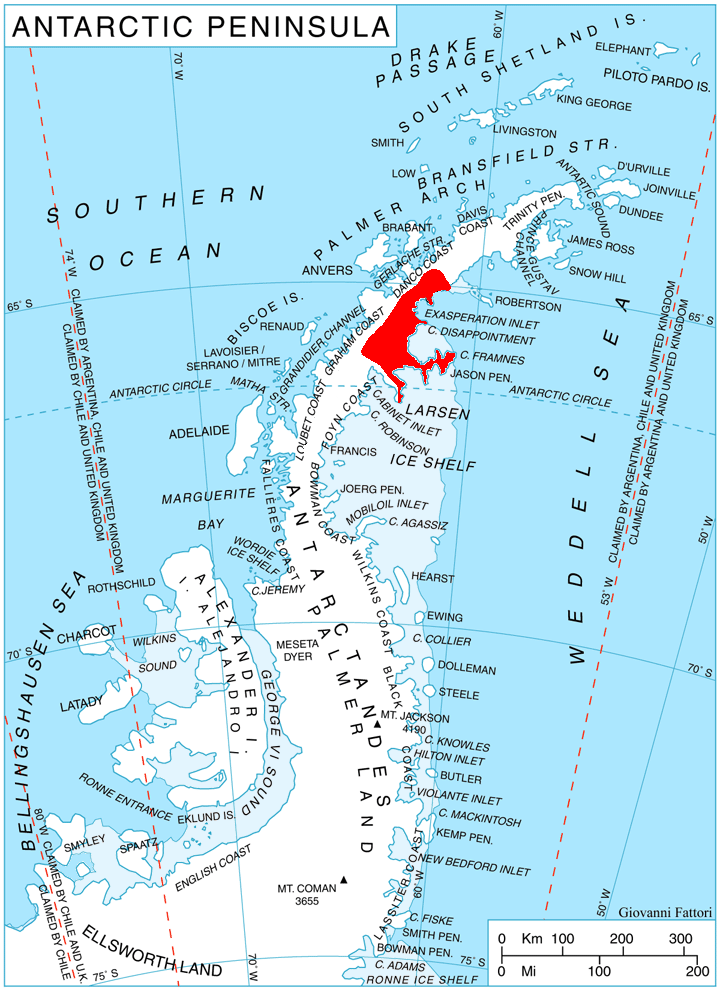

66°0′S 62°42′W / 66.000°S 62.700°W
弗里切山（英語：Mount Fritsche）是南極洲的山峰，位於葛拉漢地東岸，由瑞典探險隊發現，該山峰以飛機公司主席命名，現時由南極條約體系管理。